# Духургишт
Духаргишт (ингуш. Духьаргишт) — село в Джейрахском районе Республики Ингушетия Российской Федерации. Входит в состав сельского поселения Бейни.

## География
Село расположено в южной части республики, на склоне горы Столовая, к северу от реки Армхи. 

## Население
| 1926 | 2010 | 2024 |
| ---- | ---- | ---- |
| 33   | ↘0   | ↗10  |

## Достопримечательности
На территории поселения имеется архитектурный комплекс «Духаргишт», представленный множеством исторических объектов: 1 полубоевая башня, 4 жилых башен, а также 3 склеповых могильника и 1 святилище. Эти объекты ингушской архитектуры и вся территория поселения входят в Джейрахско-Ассинский государственный историко-архитектурный и природный музей-заповедник и находятся под охраной государства.